# The Jane
Pour les articles homonymes, voir Jane.
The Jane est un restaurant gastronomique, créé en 2014, dans le quartier Haringrode, à Anvers. Le chef est Nick Bril.

## Étoiles Michelin
- Depuis 2015
- Depuis 2016

## Gault et Millau
- 18/20